# Chantal Goya
Chantal Goya (nombre real, Chantal Deguerre), nacida el 10 de junio de 1942 en Saigón (Indochina Francesa), es una cantante y actriz francesa.
Actriz de la Nouvelle vague, comenzó a actuar en 1966 en Masculino, femenino de Jean-Luc Godard.
En los 1970, dejó aparcada su carrera de actriz para cantar canciones infantiles, sobre todo para niños pequeños, con su marido, el cantautor Jean-Jacques Debout y sus peculiares diseños de vestuario para niños. Sus temas principales son los viajes y los sueños. Su personaje principal es Marie-Rose, una mezcla de niñera y hermana mayor, una particular Julie Andrews en Sonrisas y lágrimas o Mary Poppins.

## Vida privada
Conoció a Jean-Jacques Debout en 1964 y se casó con él el 25 de febrero de 1966. Tienen dos hijos : Jean-Paul, nacido en 1966, y Clarisse, nacida en 1968.
Compromisos políticos
Durante las elecciones presidenciales de 1974 , Chantal Goya apoyó a Valéry Giscard d'Estaing contra el socialista François Mitterrand .
En noviembre de 2013, firmó una petición contra el proyecto de ley destinado a penalizar a los clientes de la prostitución .
Origen del nombre artístico
Un amigo al encontrar un parecido con uno de sus cuadros pintados por Francisco de Goya , Don Manuel Osorio Manrique de Zúñiga, niño, le sugirió a Jean-Jacques que si algún día ella fuera artista, Chantal Goya debería ser su nombre artístico.

## Discografía
Sencillos
- 1964: C'est bien Bernard
- 1964: Comment le revoir ?
- 1965: Si tu gagnes au flipper
- 1965: Une écharpe, une rose
- 1966: Laisse moi
- 1966: Masculin Féminin
- 1967: J'ai le cœur en peine, j'ai le cœur en joie
- 1972: Les Boules de neige
- 1975: Prends une rose (en duo con Guy Mardel)
- 1975: Adieu les jolis foulards
- 1976: Dans notre maison
- 1976: Davy Crockett
- 1977: Allons chanter avec Mickey
- 1977: Un lapin
- 1977: On va jouer au carnaval
- 1978: Voulez-vous danser grand-mère
- 1978: La Poupée
- 1978: Riri, Fifi, Loulou
- 1979: Bécassine
- 1979: Le Temps des vacances
- 1979: Mon ami le pélican
- 1979: Les Malheurs de Sophie
- 1980: Pipotin
- 1980: C'est Guignol !
- 1980: Père Noël, Père Noël
- 1980: L'été en plus
- 1981: Ballade pour Cosette (Les Misérables)
- 1981: Le Coucou
- 1981: Comme Tintin
- 1981: Bouba, le petit ourson
- 1982: Monsieur le Chat Botté
- 1982: Petit papa Noël
- 1982: Maman chanson
- 1983: Pierrot Gourmand
- 1983: Babar
- 1983: Mon Pinocchio
- 1984: Snoopy
- 1984: Pandi-Panda
- 1984: La chanson de Mamie Nova
- 1984: La danse de Piou-Piou
- 1984: Mecky le hérisson
- 1984: Les 4 filles du docteur March
- 1985: "La petite fille aux allumettes
- 1985: Félix le Chat
- 1985: Les Champignoux
- 1986: Protégez-les
- 1986: La Marche des enfants
- 1986: Dou ni dou ni day
- 1987: Ma poupée de Chine
- 1987: Le monde tourne à l'envers
- 1987: David le Gnome
- 1988: Mais en attendant Maître Renard
- 1988: Isabelle, c'est la fille de Babar
- 1989: Professeur Nimbus
- 1989: Fantômes
- 1990: Rythme
- 1991: Toutou mon p'tit toutou
- 1992: La poussière est une sorcière
- 1993: Au Pays des souris
- 1994: Francette ma petite cigogne
- 1997: J'veux sentir le soleil
- 2001: Bécassine is my cousine
- 2002: Capitaine Flam
- 2003: Snoopy 2002
- 2006: Au pays des étoiles
- 2007: Quand les enfants sont là
- 2012: Siffle, siffle, la marmotte
- 2019: Il n'y a pas de cigognes en hiver
- 2022: Toi, mon doudou

## Honores
- Caballero de la Orden Nacional del Cedro, concedido en noviembre de 2003 por Andrée Émile Lahoud, esposa del presidente de la República Libanesa Émile Lahoud. En 2022, declaró que recibió esta condecoración por su compromiso con los niños a través de los espectáculos que ofrece regularmente en el Líbano desde hace veinte años.